# Charlevoix (Michigan)
Pour les articles homonymes, voir Charlevoix (homonymie).
Charlevoix est une cité située dans l’État américain du Michigan. Elle est le siège du comté de Charlevoix. Sa population est de 2 994 habitants.
La cité et le comté ont été appelés pour Pierre-François-Xavier de Charlevoix, un voyageur français qui a exploré les Grands Lacs.

## Transports
Charlevoix possède un aéroport (Charlevoix Municipal Airport, code AITA : CVX).